# The Sabres of Paradise
The Sabres of Paradise sono stati un gruppo musicale britannico.

## Storia
I Sabres of Paradise vennero formati a Londra nel 1992 ed erano composti dal disc jockey Andrew Weatherall e gli ingegneri del suono Jagz Kooner e Gary Burns. Il nome del gruppo è ispirato a quello del lato B del singolo John Wayne Is Big Leggy degli Haysi Fantayzee. Il trio debuttò nel 1993 con Sabresonic, che raggiunse la ventinovesima posizione delle UK Albums Chart e venne piazzato al ventitreesimo posto nella classifica dei migliori album dell'anno di NME. Oltre a raggiungere la posizione numero 57 delle classifiche britanniche, Haunted Dancehall (1994) riuscì a ottenere altri buoni consensi critici piazzandosi in quarantasettesima posizione in un'altra graduatoria dei migliori dischi del 1994 nuovamente stilata da NME, e venne recensito in un libro dedicato ai "1001 album da ascoltare prima di morire". Ebbe invece meno fortuna il terzo e ultimo Sabresonic II (1995), che si piazzò in ottantasettesima posizione nella chart del Regno Unito. Il gruppo si sciolse nel 1995, dopo tre anni di attività. In seguito, Weatherall formò i Two Lone Swordsmen con Keith Tenniswood, mentre Kooner e Burns entrarono negli Aloof.

## Formazione
- Andrew Weatherall
- Jagz Kooner
- Gary Burns

## Discografia

### Album in studio
- 1993 – Sabresonic
- 1994 – Haunted Dancehall
- 1995 – Sabresonic II

### Singoli
- 1993 – Smokebelch II
- 1993 – United
- 1994 – Theme
- 1994 – Wilmot
- 1994 – Wilmot II
- 1994 – Jam J (con i James)
- 1995 – Haunted Dancehall (As Performed by In the Nursery)
- 1995 – Duke of Earlsfield (LFO Mix)
- 1995 – Tow Truck (Chemical Brothers Mix)
- 1997 – Ysaebud
- 2018 – Lick Wid Nit Wit

### Antologie
- 1994 – Septic Cuts
- 1994 – Deep Cuts
- 1995 – Versus